# Anatolanthias
Anatolanthias is een monotypisch geslacht van straalvinnige vissen uit de familie van zaag- of zeebaarzen (Serranidae).

## Soort
- Anatolanthias apiomycter Anderson, Parin & Randall, 1990